# 네모의 꿈
네모의 꿈은 화이트가 1996년 12월 12일 발표한 3집 음반 《Dream come true》에 수록되어 있는 노래이다.
작곡자 유영석은 "우주 멀리 문명이 발달한 외계인들이 있는데, 그들의 생김새가 네모다. 환경이 안 좋아 지구를 공략하려는 외계인들이 네모에 친숙해지라고 6만 년 전부터 텔레파시를 보내 우리를 다 네모로 만드는 것이다" 라고 밝혔다.

## 같이 보기
- 화이트
- 유영석
- 사각형
- 물건